# Stenoterommata melloleitaoi
Espèce
Synonymes
- Ctenochelus maculatus Mello-Leitão, 1923 nec Bertkau, 1880

Stenoterommata melloleitaoi est une espèce d'araignées mygalomorphes de la famille des Pycnothelidae.

## Distribution
Cette espèce est endémique de l'État de São Paulo au Brésil,. Elle se rencontre vers São Paulo.

## Description
La femelle holotype mesure 31 mm.

## Systématique et taxinomie
Cette espèce a été décrite sous le nom Ctenochelus maculatus par Mello-Leitão en 1923. Elle est placée dans le genre Stenoterommata par Guadanucci et Indicatti en 2004, Stenoterommata maculata étant préoccupé par Bertkau, 1880, elle est renommée Stenoterommata melloleitaoi.

## Étymologie
Cette espèce est nommée en l'honneur de Cândido Firmino de Mello-Leitão.

## Publications originales
- Guadanucci & Indicatti, 2004 : Redescription of Fufius funebris Vellard, 1924 and description of Fufius lucasae sp. n. with comments on Ctenochelus maculatus Mello-Leitão, 1923 (Mygalomorphae, Cyrtaucheniidae). Revista Ibérica de Aracnología, vol. 10, no 2, p. 255-259 (texte intégral).
- Mello-Leitão, 1923 : Theraphosideas do Brasil. Revista do Museu Paulista, vol. 13, p. 1-438.